# 크리스틀 크란츠
크리스텔 프란치스카 안토니아 "크리스틀" 크란츠보르헤르스(독일어: Christel  Franziska Antonia "Christl" Cranz-Borchers, 1914년 7월 1일~2004년 9월 28일)는 독일의 알파인 스키 선수이다. 1930년대를 대표하는 스키 선수로 1936년 동계 올림픽에서 복합 부문 금메달을 획득했고, 세계 알파인 스키 선수권 대회에서 금메달 12개를 획득하였다.